# Paul Herrmann (Maler, 1864)

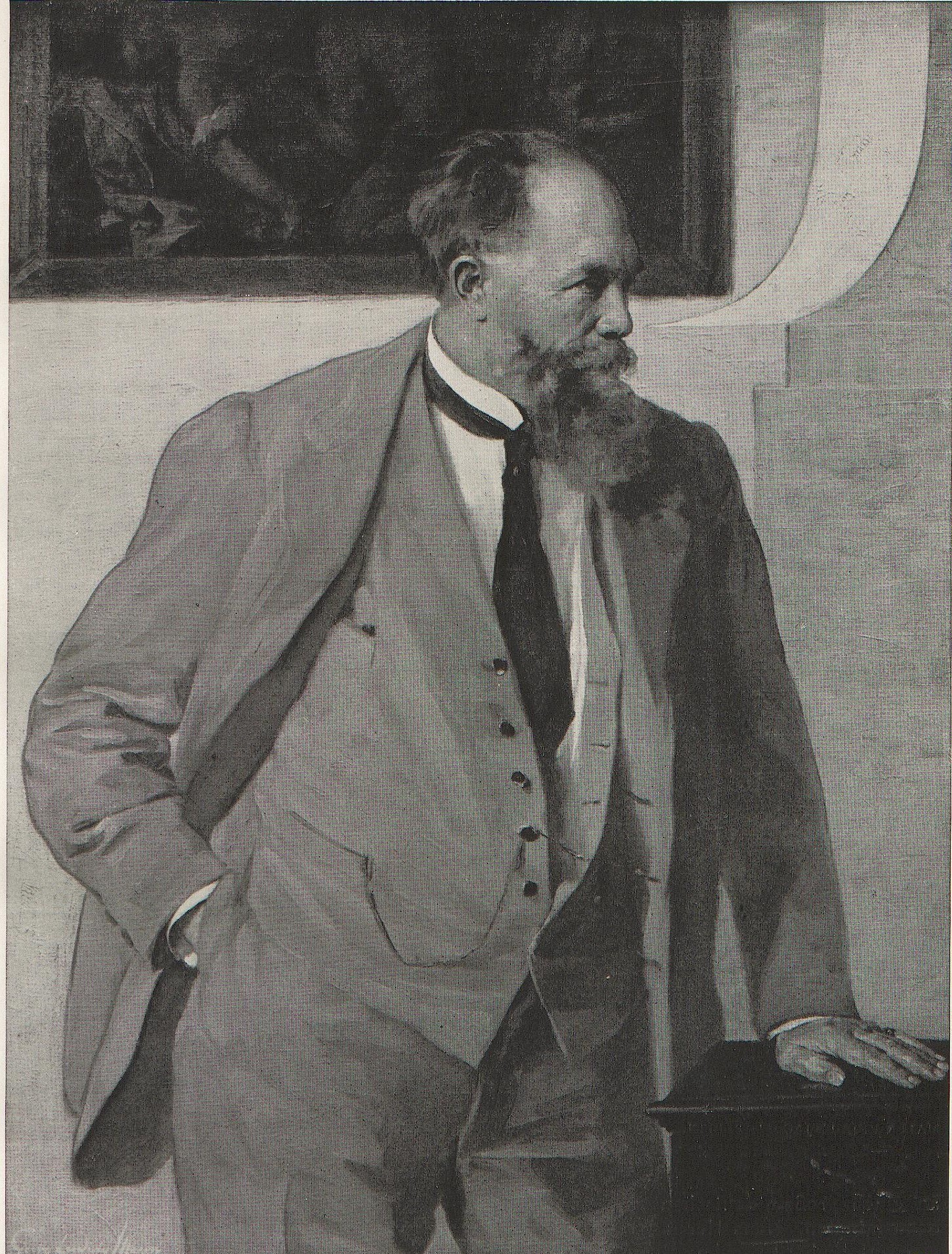
Georg Ludwig Meyn: Bildnis des Malers Paul Herrmann (18. August 1915)

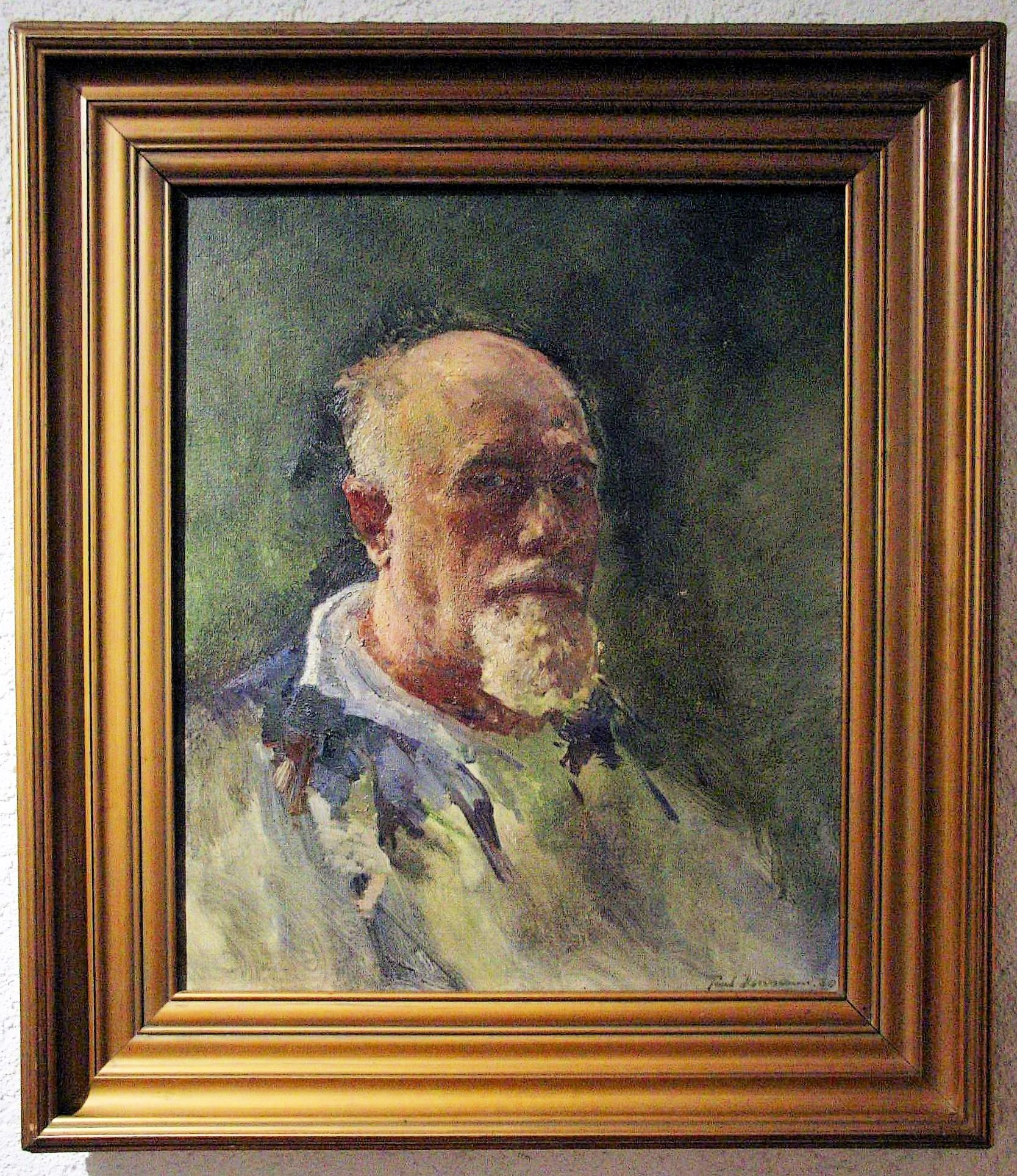
Selbstporträt (1930)

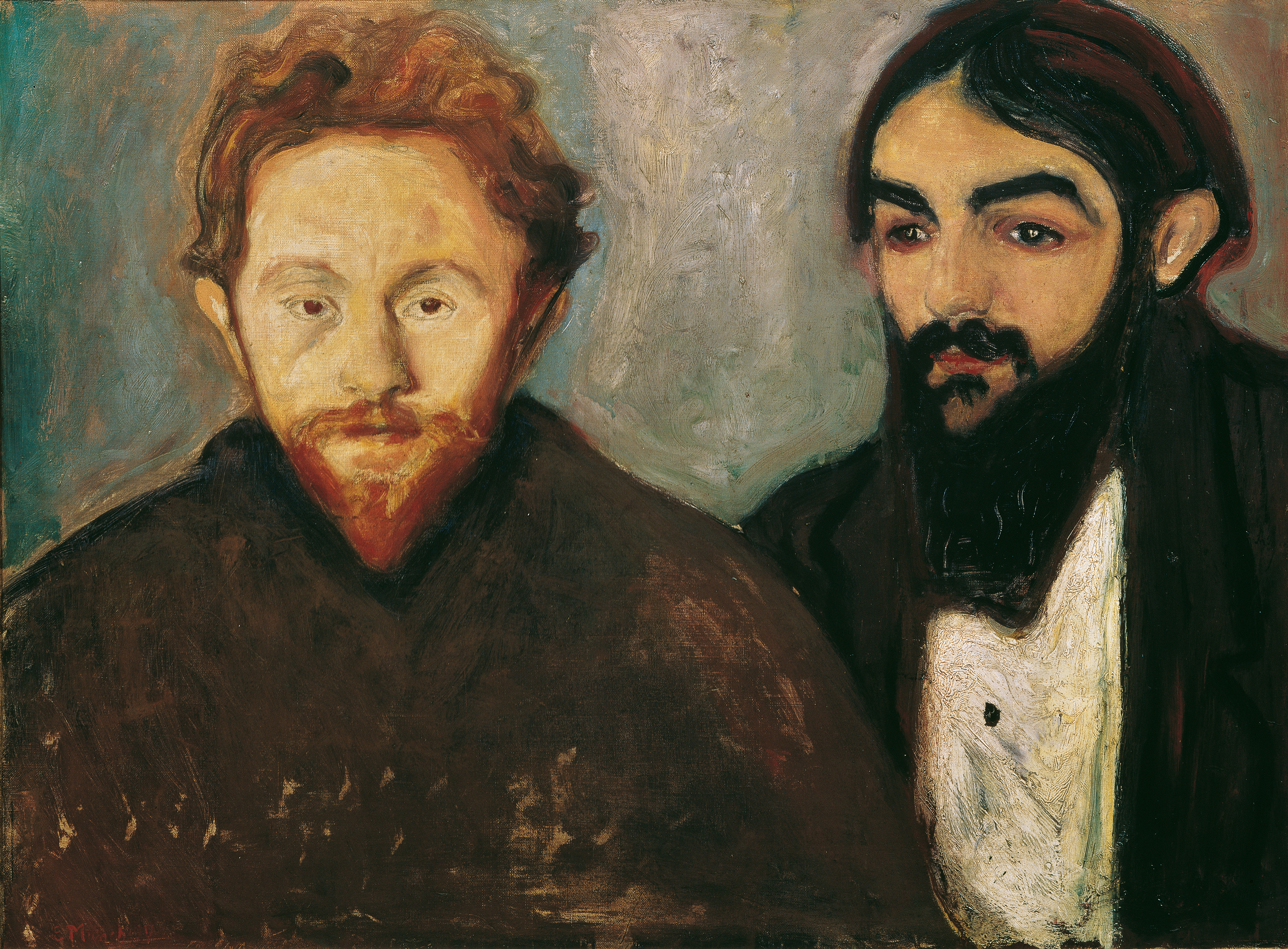
Edvard Munch: Der Maler Paul Hermann und der Arzt Paul Contard (1897)

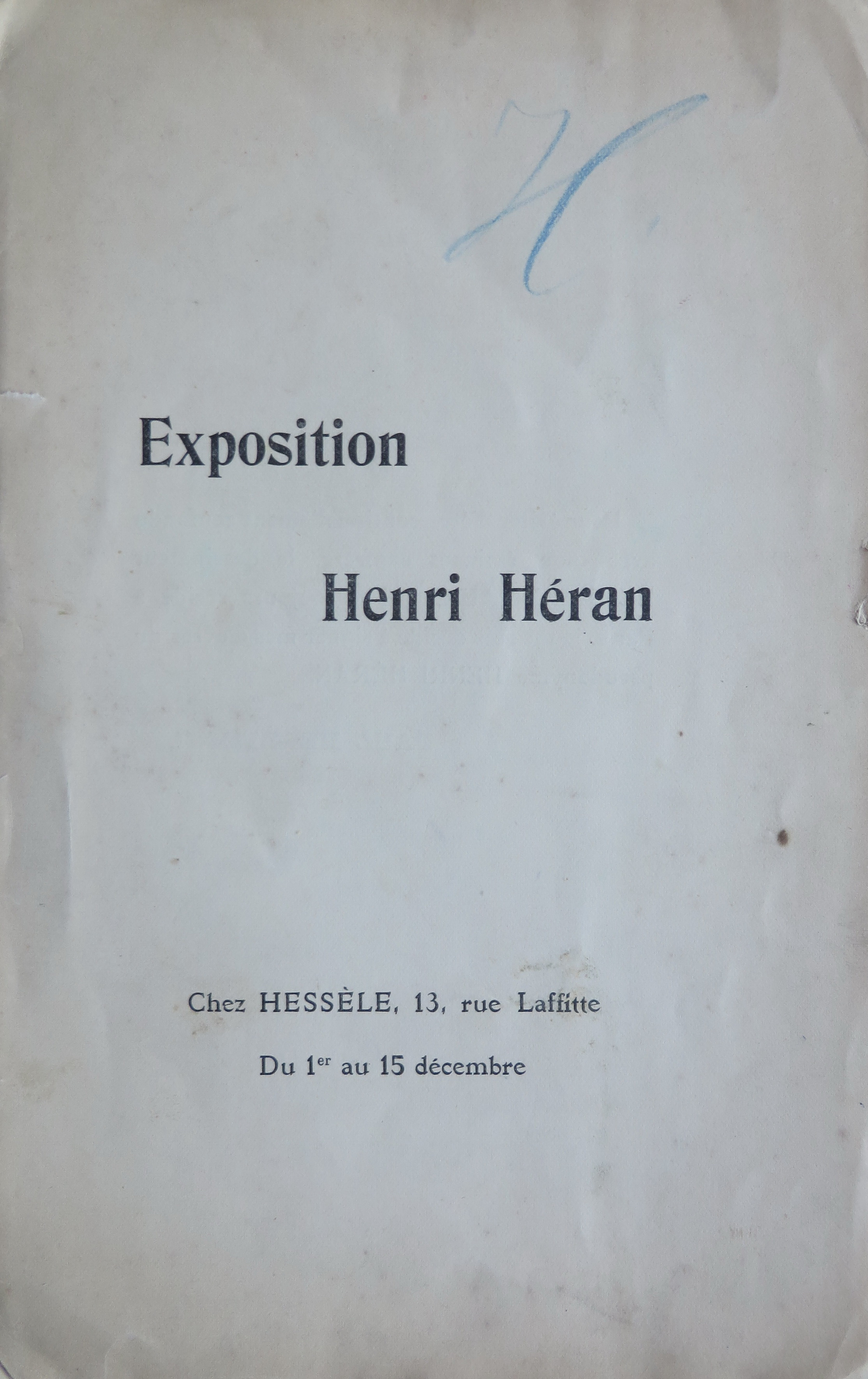
Erste Einzelausstellung von Henri Héran (Paul Herrmann), Galerie „Chez Hessèle“ in Paris im Dezember 1899

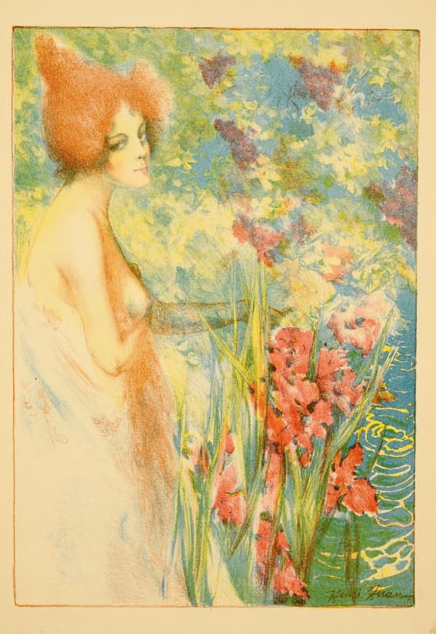
Henri Héran: Fleur de mai (1897)

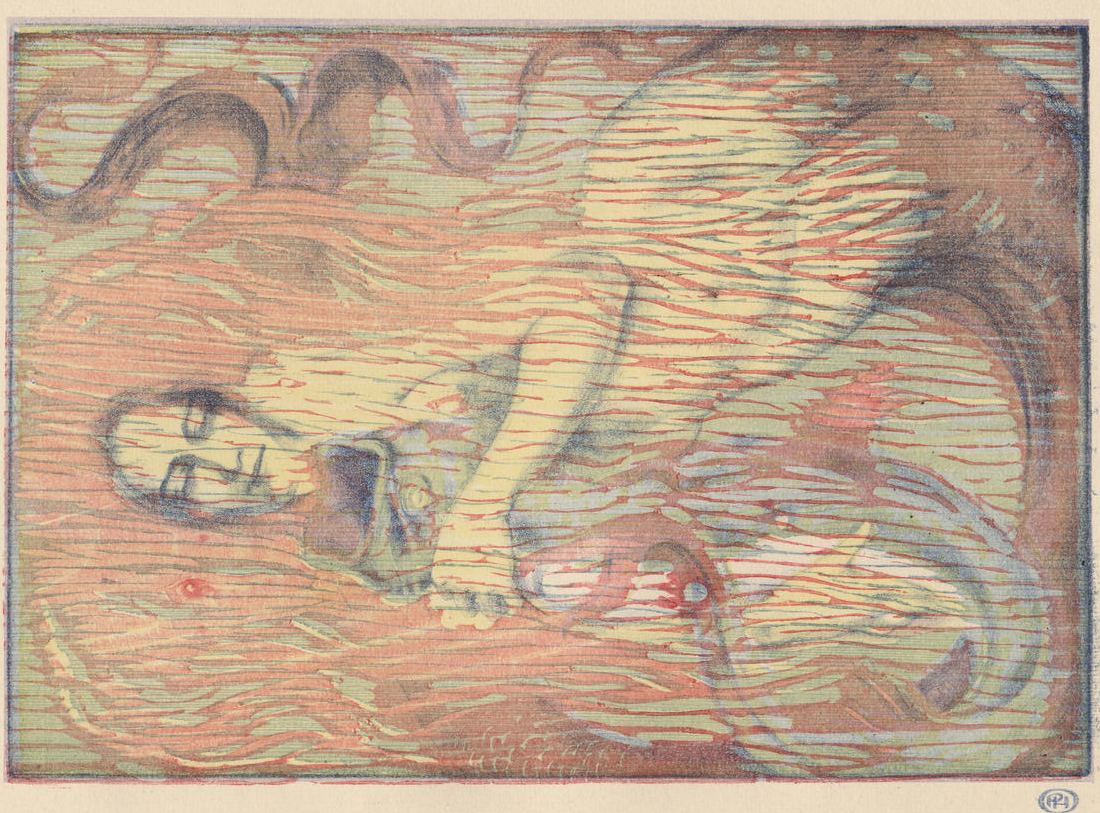
Henri Héran: Spielendes Meerweib (1897)

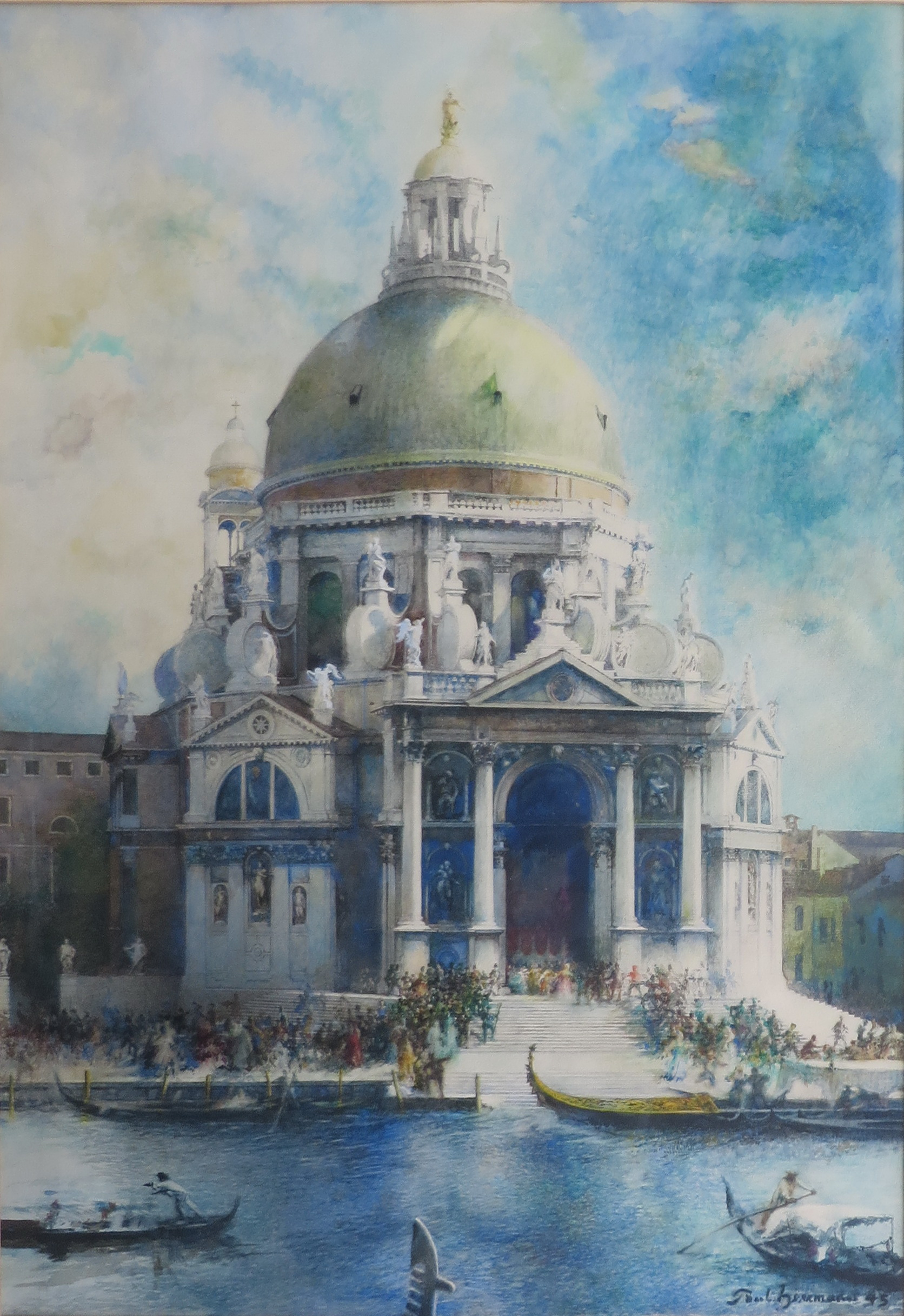
Maria della Salute (Aquarell, Venedig 1945)

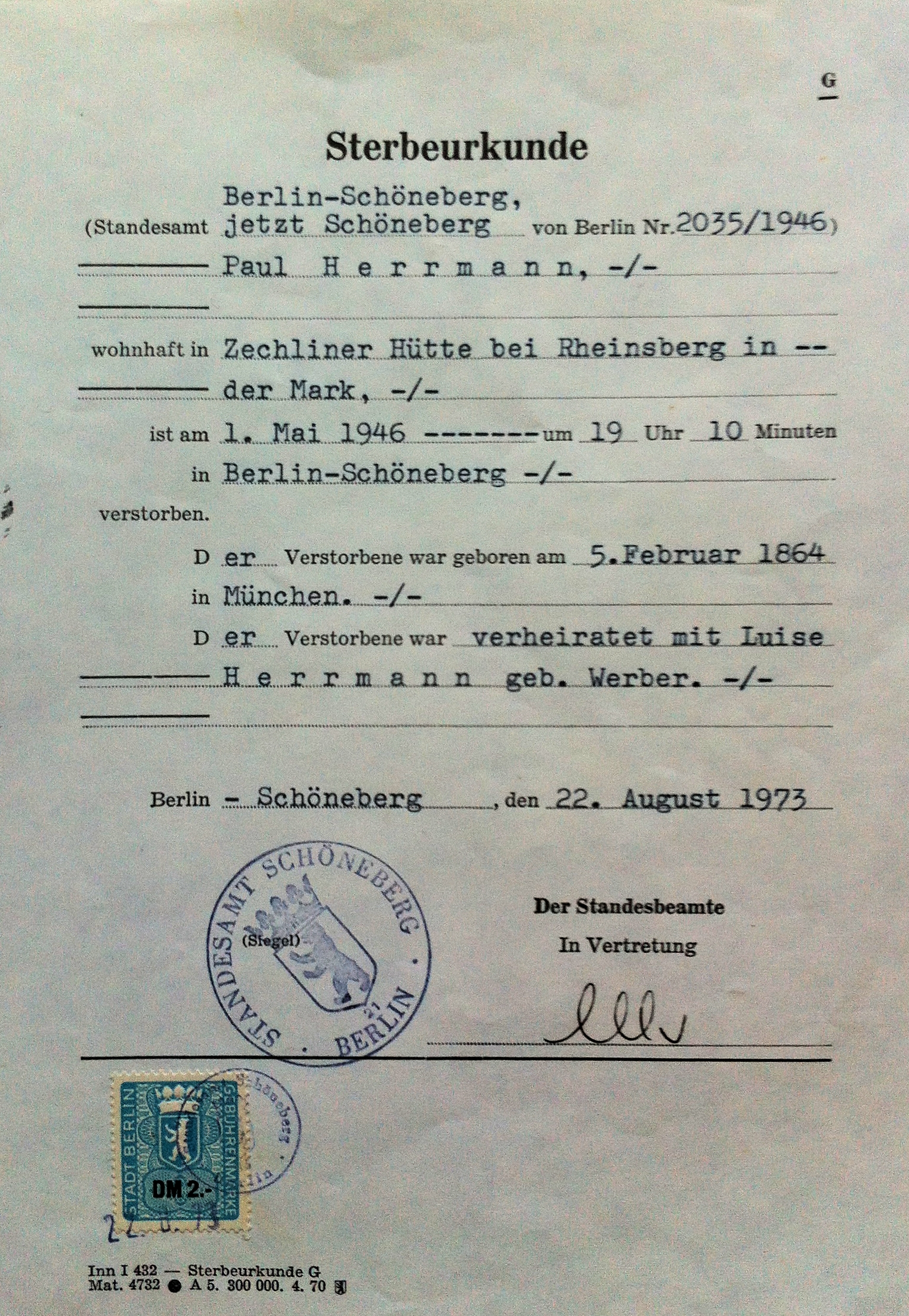
Sterbeurkunde von Paul Herrmann

Paul Herrmann (* 5. Februar 1864 in München; † 1. Mai 1946 in Berlin-Schöneberg; vollständiger Name: Paul Lorenz Heinrich Herrmann, Pseudonym: Henri Héran) war ein deutscher Maler und Radierer.

## Leben
Herrmann, Sohn des Advokaten Georg Adam Herrmann und dessen Ehefrau Emma Herrmann geb. Schubart, wuchs in München auf. Da der Vater zweieinhalb Jahre nach der Geburt seines Sohnes Paul einen schweren Schlaganfall erlitt, übernahm um 1866 sein Onkel Paul Heyse (berühmter Schriftsteller und 1910 deutscher Nobelpreisträger für Literatur) die Funktion eines Ziehvaters, sorgte für die Ausbildung des jungen Paul bis zum 19. Lebensjahr und finanzierte nach dem Schulabschluss ein Architekturstudium. Da der junge Paul Herrmann unbedingt Maler werden wollte, verwendete er die Kollegiengelder ohne Kenntnis seines Onkels zum Besuch der Malschule von Max Ebersberger.
Nach 1880 verdiente Herrmann in Zusammenarbeit mit dem Zeichner und Maler Eduard Thöny sein Geld als Restaurator für Fresken und als Panoramamaler in Bayern und Schwaben. Ab dem 26. März 1883 studierte er kurzzeitig an der Münchner Kunstakademie – bei dem Leiter der Kupferstecherschule Johann Leonhard Raab und dem Landschaftsmaler Ludwig von Löfftz sowie in der Antikenklasse –, trat aber bald vom Studium zurück. Nach einem Zerwürfnis mit seinem Onkel Paul Heyse setzte er für vier Semester das Studium bei Ferdinand Barth an der Kunstgewerbeschule München fort.
1891 nahm Paul Herrmann das Angebot von Joseph Keppler, dem Herausgeber des New Yorker Satiremagazins Puck, an, als Dekorations- und Panoramamaler für die Weltausstellung 1893 in Chicago (World’s Columbian Exposition) mitzuwirken. Anschließend war er von 1893 bis 1895 u. a. in Chicago, New York und in San Francisco als Bildnismaler tätig.

### Künstlerische Periode in Paris
1895 kehrte Herrmann nach Europa zurück und kam nach Paris. Angeregt von Arsène Alexandre, dem Mitbegründer der Pariser Satirezeitschrift Le Rire, arbeitete er für dieses Blatt als Karikaturist und lernte dort Henri de Toulouse-Lautrec kennen. Da es in der Redaktion bereits einen Mitarbeiter namens Hermann-Paul gab, wurde für Herrmann von der Redaktion ein Pseudonym geschaffen, um Verwechselungen auszuschließen. Anfangs wurde er „Henri Herrmann“ genannt, später „Henri Héran“. Unter dem Namen „Henri Héran“ veröffentlichte er in Paris im Laufe der Zeit Originalgrafiken und Illustrationen. In Le Centaure, Recueil trimestriel de littérature et d’art (Band 2, Paris 1896) signierte er seine Holzschnittarbeiten Estampe en trois couleurs mit diesem Namen. Sie befinden sich im Cleveland Museum of Art.
Als Mitarbeiter der deutschen Kunst- und Literaturzeitschrift Pan veröffentlichte er 1897 als „Henry Heran“ eine Lithografie- und Farbholzschnittarbeit, die er Spielendes Meerweib betitelte. Sie befindet sich im Art Institute of Chicago. Weitere Lithografien wie Allégorie befinden sich ebenfalls im Cleveland Museum of Art und in der National Gallery of Australia.
Herrmann gehörte zum Freundeskreis von:
- Edvard Munch, dem er sich mehrmals als Modell „Mann mit rotem Bart“ zur Verfügung stellte, vgl. Munchs Eifersucht (1895) und weitere Eifersucht-Bilder; Begehrt ist noch heute als Poster das Doppelporträt Paul Herrmann und Paul Contard von 1896/1897, das Original befindet sich in der Österreichischen Galerie Belvedere in Wien.
- August Strindberg, der in Paul Herrmann bei dessen Übersiedlung von Amerika nach Paris den „Doppelgänger“ von Francis Schlatter sah, einem in Amerika wirkenden Geisterheiler, der im selben Jahr spurlos verschwand.
- Oscar Wilde, für den er 1897 mehrere Illustrationen anfertigte, u. a. zum Gedicht The Ballad of Reading Gaol. Den Einakter Salomé hatte Wilde bereits fertiggestellt und suchte dafür nach einem Illustrator. Er dachte dabei an Paul Herrmann, der sich angeboten hatte, das Poem zu illustrieren. Es kam aber nicht dazu, weil Herrmann zu langsam arbeitete und sich nicht an die Terminabsprachen hielt. Deshalb sagte er Herrmann ab und verzichtete bei der Drucklegung auf jede Art von Bebilderung. Dennoch hegte er bei Erfolg des Buchs für später die Hoffnung auf eine luxuriöse Ausgabe mit ansprechenden Illustrationen. Herrmann muss sein Versagen jahrelang beschäftigt haben, denn 22 Jahre nach dem Tode Wildes, im Jahr 1922, veröffentlichte er zum Einakter „Salomé“ eine Kunstmappe, darin ein Radierzyklus mit sechs Kaltnadelarbeiten. Georg Jacob Wolf urteilte: „Es ist Herrmanns prächtigste zyklische Schöpfung.“

1900 hatte Herrmann unter dem Namen Henri Héran laut Ankündigung der Kunst-Zeitschrift La Revue blanche in der Galerie Chez Hessèle (rue Lafitte, Paris) eine eigene Ausstellung als „Symbolist des Fin de Siècle“. Der Autor des Artikels, Charles Saunier, erklärt darin, warum Herrmann den Künstlernamen Henri Héran gewählt hat. Der Künstler zeigte Radierungen mit Porträts von „Wagner“, „Jules Valadon“, „Strindberg“, „Stéphan George“, „Arthur Symons“, „M. Dauthenday“ und von sich selbst, Lithografien und Aquarelle mit Straßenmotiven aus Paris und Rouen und Illustrationen zu Oscar Wilde und Stefan George. Zwei Aquarelle mit Straßenmotiven befinden sich heute im Besitz des Musée Carnavalet in Paris.
Im September 1900 schenkte Herrmann unter seinem französischen Pseudonym Henri Héran dem Beethovenhaus in Bonn für die Beethovenausstellung 1902 einen Probeauszug der Lithografie „Ludwig van Beethoven“ (nach einer eigenen Zeichnung). Bis 1906 blieb er in Paris.

### Wirken in Berlin, Leipzig, München, Wien
1906 wechselte Herrmann nach Berlin, um sich an der Innendekoration des 1907 fertiggestellten Hotels Adlon zu beteiligen. Er übernahm die künstlerische Gestaltung von Wand- und Deckenmalereien, insbesondere der großen Eingangshalle, und das große Wandgemälde „Bacchanal“ in der American-Bar. Zusätzlich schmückte er die Vestibüle des Hotels aus. Für das Eden-Hotel, den Erweiterungsbau der Deutschen Bank und den Neubau der Mitteldeutschen Creditbank schuf er ebenfalls dekorative Ausmalungen von Wand- und Deckenflächen.
Am 6. Oktober 1910 heiratete er Luise Werber (* 3. April 1884). Der gemeinsame Sohn Paul wurde am 11. Juli 1909 in München geboren.
1914 wurde anlässlich seines fünfzigsten Geburtstags von Hans Wolfgang Singer ein Katalog mit 183 Nummern seiner grafischen Arbeiten veröffentlicht. Am 6. Mai 1914 eröffnete in Leipzig die Weltausstellung für Buchgewerbe und Graphik (Bugra), die Paul Herrmann mitgestaltete und an der er sich beteiligte, wofür ihm am 1. Juli 1914 die Goldene Medaille der Stadt Leipzig verliehen wurde. 1914 stellte Herrmann im Saal 28c/d der Großen Berliner Kunstausstellung (11. Mai bis 27. September 1914) unter dem Titel „Graphische Ausstellung Paul Herrmann-Héran, Berlin“ zahlreiche Kaltnadelradierungen, Radierungen und Roulettes (Steindruck in Farben), Sandgebläse-Schabkunst aus wie „Partie aus dem Park Monceau“, „Gartentor in Venedig“, „Die Schieberin“, „Blick aus der Villa Falconieri auf die Villa d’Este in Frascati“, „Ebenhausen bei Münster“, „Sta. Maria della Salute zu Venedig“, „Judith“, „Bauernhaus in Barbizon“, „Parkfest“, „Beethoven-Bildnis“, „Baumstudie aus Ahrenshoop“, „Schlehdornbüsche in Ahrenshoop“, „Kloster bei Siena“, „Die Zeit“, „Bildnis von Frau P. H.“, „Palastecke bei Vicenza“, „Seitenkapelle in San Marco“, „Der Blumenständer“, „Tänzerin“, „Althagen“, „Die Jagd auf den Seeteufel“, „Kaffeegarten II“, „Neckerei“, „Bildnis des Herrn Geheimrats Direktor Max Steinthal“, „Das Gehölz (Wald in der Normandie)“, „Margot ohne Hut“, „Hof eines Hauses in der Rue de Seine“, „Treppe in einem Venezianischen Hof (Studie)“, „Margot“, „Adam und Eva“, „Café in Paris“, „Statue in der Villa Falconieri“, „Stephan George“, „Der Kuss“, „Bildnis der Schauspielerin Paz Ferrer“, „Zwischen Zeit und Ewigkeit“, „Ancien Régime“ (Frauenkopf), „Die Sünde“, „Traum“, „Liebkosung“.
In Berlin verfeinerte Paul Herrmann seine Technik als Kaltnadel-Radierer und Schabkünstler. So veröffentlichte er ab 1919 nach und nach Radier-Zyklen mit jeweils sechs Kaltnadelarbeiten. Neben der „Pflichtarbeit“ für den verstorbenen Dichter Oscar Wilde konzentrierte er sich dabei auf Werke des deutschen Klassikers Johann Wolfgang von Goethe.

### Nationalsozialismus
In der Zeit des Nationalsozialismus war Herrmann Mitglied der Reichskammer der bildenden Künste und an mindestens 25 Ausstellungen beteiligt, darunter den Großen Deutsche Kunstausstellungen 1937 und 1940 bis 1944 mit insgesamt 16 Bildern, von denen mehrere offen die nazistische Ideologie bedienten, so die Aquarelle Feier des 9. November an der Feldherrnhalle in München und Plenarsaal des Reichstags nach der Brandstiftung.
Herrmann arbeitete für Albert Speer, und dieser sorgte 1944 dafür, dass Herrmann auf die Gottbegnadeten-Liste des Reichsministeriums für Volksaufklärung und Propaganda kam.

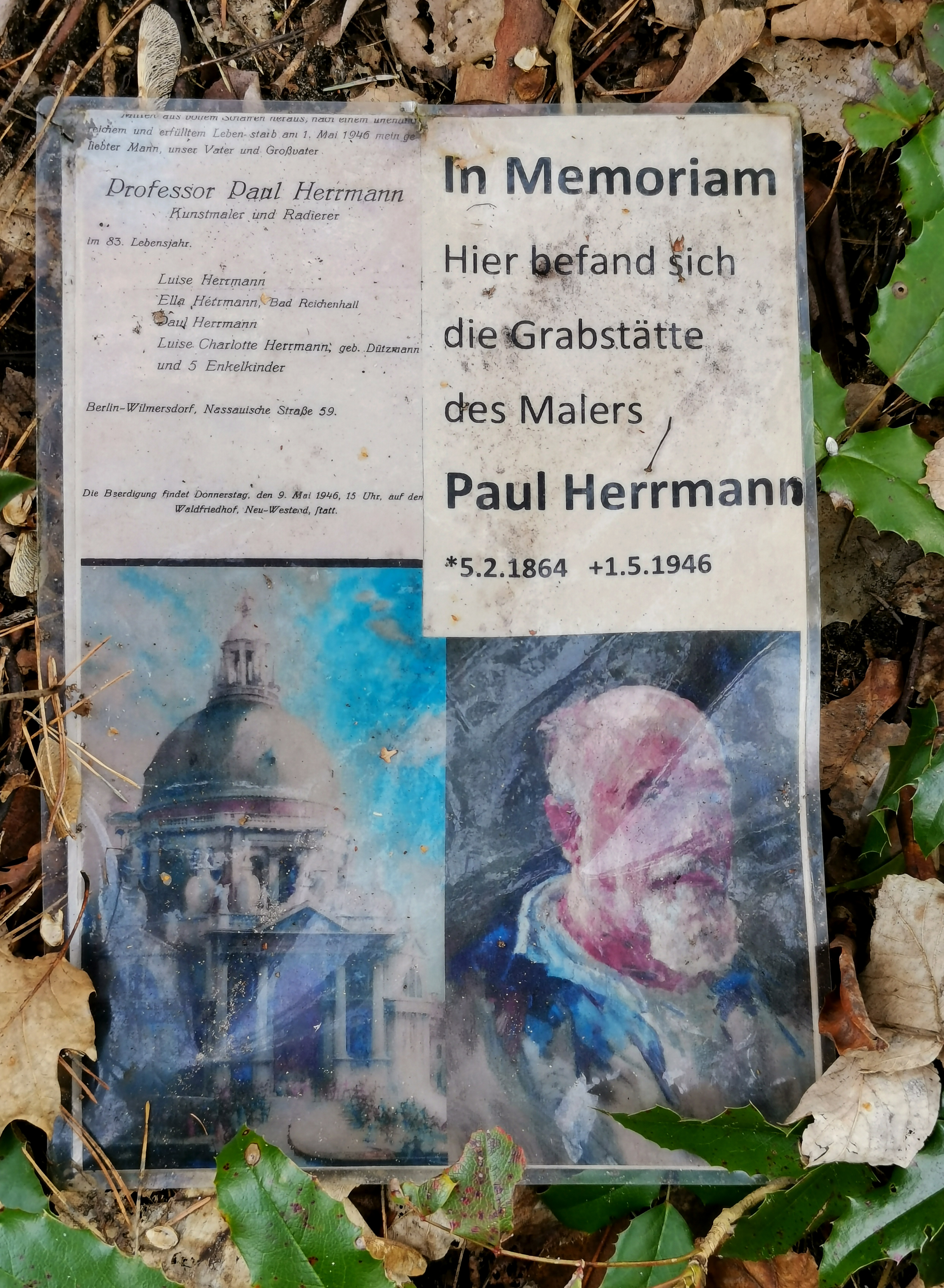
Hinweisschild auf den früheren Beisetzungsort auf dem Friedhof Heerstraße

Die Beisetzung erfolgte am 9. Mai 1946 auf dem Waldfriedhof Heerstraße in Berlin-Westend (Grablage: II-Wald). Die Grabstelle ist nicht erhalten.

## Grafikmappen (Auswahl)
- 1918/1919: Erster Zyklus Phantasien (Schabkunst), 1. Traum, 2. Zeit, 3. Zwischen Zeit und Ewigkeit, 4. Wehmut, 5. Krieg, 6. Friede
- 1919: Sechs Kaltnadelarbeiten zur Legende vom Garten Eden (Kaltnadelarbeiten), 1. Adam, 2. Geburt der Eva, 3. Eva und die Schlange, 4. Verführung, 5. Triumph der Schlange, 6. Verstoßen
- 1921: Das Weib (mit sechs Kaltnadelradierungen und einem Vorwort von Georg Jakob Wolf), 1. Übermut, 2. Jugendfülle, 3. Liebeserwachen, 4. Werbung, 5. Erfüllung, 6. Mutter (portal.dnb.de)
- 1922: Salomé (sechs Kaltnadelradierungen), 1. Narraboth, 2. Salome, 3. Salome, 4. Herodes / Salome, 5. Salomes Tanz, 6. Salome (digi.ub.uni-heidelberg.de – befindet sich im Lindenau-Museum Altenburg)
- 1923: Sechs Kaltnadelradierungen zu Liedern von Goethe, 1. Die Spröde, 2. Nachtgesang, 3. Nähe des Geliebten, 4. Auf dem See, 5. Scheintot, 6. Vor Gericht (digi.ub.uni-heidelberg.de)
- 1924: Faust mit sechs Kaltnadelradierungen (das Original befindet sich in der Herzogin Amalia Bibliothek in Weimar, weiterer Zustandsdruck im Frankfurter Goethe-Haus Freies Deutsches Hochstift, ora-web.swkk.de)

Es folgten wechselnde Sammelausstellungen in Berlin und in seiner Vaterstadt München (u. a. ab 1918 bis 1930 im Glaspalast). Während der Zeit des Nationalsozialismus (1933–1943) übernahm Herrmann „Staatsaufträge“, in denen er „Bauten des Dritten Reichs“ in Bildern festhielt. Diese Bilder wurden in Berlin in den Gebäuden des Reichsluftfahrtministeriums und der Neuen Reichskanzlei aufgehängt.
Große Deutsche Kunstausstellung 1937–1944, im Haus der Deutschen Kunst in München
- 1937: Alt-Berlin 1936 und Plenarsaal des Reichstags nach der Brandstiftung 27.2.33 (Aquarelle)
- 1940: Der Ponte Vecchio in Florenz und Frühlingstag im Münchner Hofgarten (Aquarelle)
- 1941: Santa Maria della Salute (Kaltnadelradierung), Aussicht vom Schloss Belvedere in Wien und Feier des 9. November an der Feldherrnhalle in München (Aquarelle)
- 1942: Die Zeit (Schabkunst), Und ihr habt doch gesiegt und Die Fahne (Aquarelle)
- 1943: Weg zum Canaletto, Venedig und Der Zapfenstreich am Parteitag in Nürnberg (Aquarelle)
- 1944: Deutsche Festung in Norwegen und Industriewerk (Aquarelle)

## Mitgliedschaft und Auszeichnungen
Herrmann war Mitglied im Verein Berliner Künstler, in der Freien Vereinigung der Graphiker zu Berlin und der Münchener Secession.
- 1914 war er Vorsitzender des Arbeitsausschusses der Allgemeinen Deutschen Kunstgenossenschaft.
- 1914 erhielt er auf der Bugra in Leipzig die Sächsische Staatsmedaille und den Großen Ehrenpreis der Stadt Leipzig, außerdem am 1. Juli die Goldene Medaille der Stadt Leipzig als „Meister der Radiergraphik“.
- Am 19. Dezember 1940 wurde er Ehrenmitglied des Vereins der Maler, Bildhauer, Baukünstler und Kunstgenossen seit 1814
- Am 1. Mai 1941 erfolgte seine Ernennung zum Professor.
- Am 5. Februar 1944 wurde er anlässlich seines 80. Geburtstags mit der Goethe-Medaille für Kunst und Wissenschaft ausgezeichnet.[13]

## Anekdoten (Auswahl)
Paul Herrmann (Henri Héran) und Edvard Munch
Als der mittellose Edvard Munch in Paris wohnte und sich seine Mietschulden häuften, so dass ihm sein Wirt kündigte, griff er beim Auszug zu einem Trick. Der Wirt hatte sich vor die Wohnungstür gestellt, um ihm die letzten Habseligkeiten abzunehmen. Edvard Munch ließ Staffelei und Bilder an einem Strick aus dem Fenster hinunter. Während seine Freunde alles in Sicherheit brachten, öffnete Edvard Munch dem Wirt die Tür.
Paul Herrmann (Henri Héran) und August Strindberg
Der in Paris lebende, menschenscheue August Strindberg fühlte sich verfolgt und erschien eines Tages „aufgeregt und verstört“ bei Paul Herrmann und berichtete, man wolle ihn bei sich im Hause mit tödlichen Gasen vergiften. Munch habe ihn schon beschwichtigen wollen, sei aber von ihm als „angeblicher Mitwisser des Komplotts“ abgelehnt worden. Herrmann roch im Haus Strindbergs tatsächlich „pestilenzialische Gase“. Als er das Bett zur Seite gerückt hatte, sah man, dass sich dort eine in Verwesung befindliche Ratte befand, die die „Urheberin des vermeintlichen Attentats“ war.
Paul Herrmann (Henri Héran) und Oscar Wilde
Herrmann soll nach Aussagen Singers einer der sieben Menschen gewesen sein, die Anfang Dezember 1900 der Leiche Oskar Wildes das letzte Geleit auf dem Weg zum Friedhof Père-Lachaise gaben.